# هيلغا دين
هيلغا دين (بالألمانية: Helga Deen) (و. 1925 – 1943 م) هي كاتِبة، وكاتبة سير ذاتية، وكاتبة يوميات ألمانية، ولدت في شتتين، توفيت عن عمر يناهز 18 عاماً.